# Arqueta de Palència
L'Arqueta de Palència és una arqueta andalusina considerada una obra cabdal de l'art andalusí de l'època de les taifes. Fou construïda per l'artesà de Conca Abd-ar-Rahman ibn Zayyan l'any 441 de l'Hègira, entre 1049 i 1050. Va pertànyer al tresor de la catedral de Palència i actualment es conserva al Museu Arqueològic Nacional d'Espanya, a Madrid, amb el núm. d'inventari 57371.

## Descripció

La taifa de Toledo prop de l'any 1037.

És una arqueta de forma rectangular amb tapa troncopiramidal. És de fusta revestida de cuir i recoberta amb plaques de vori calades i decorades amb un atauric en què s'intercalen paons, gaseles i grius acarats, així com escenes de cacera: un lleó atacant un cérvol i uns caçadors caçant. A més, en el vori hi ha una extensa inscripció en àrab amb caràcters cúfics.
Les plaques de vori se sostenen per unes tires de coure esmaltat d'estil romànic, foses al taller de Silos.
La talla de les plaques de vori continua la tradició califal, tot i que el relleu és més pla i la interpretació dels motius vegetals i cinegètics és més esquemàtica.
L'existència de dues peces més produïdes a Conca per la mateixa època ha plantejat la hipòtesi de l'existència en aquesta localitat, en època taifa, d'un taller de treball del vori. Les altres obres són l'arqueta de Silos, actualment al Museu de Burgos, fabricada el 1026, i el pot de la catedral de Narbona, coetani de l'anterior.

## Història
Gràcies a la inscripció, se sap que la construí l'artesà Abd-ar-Rahman ibn Zayyan a Conca l'any 441 de l'Hègira, que es correspon amb els anys 1049 i 1050. També ens explica que fou un encàrrec d'Hussam-ad-Dawla, làqab d'Ismaïl ibn al-Mamun, fill de l'emir de Tulàytula Yahya al-Mamun.
Tot i que no se sap com hi arribà, acabà al tresor de la catedral de Palència, on fou reutilitzada com a reliquiari.
L'any 1911 el bisbe, juntament amb el capítol de la catedral, va donar l'arqueta al Museu Arqueológic Nacional d'Espanya.